# 일본국 헌법 제47조
일본국 헌법 제47조(일본어: 日本国憲法第47条)은 일본국 헌법 제4장 "국회"의 조문 중 하나이다. 선거에 관한 사항에 대해 규정하고 있다.

## 조문
일본국 헌법 제47조
선거구, 투표 방법 그 외 양 의원(議院)의 의원(議員)의 선거에 관한 사항은 법률로 이를 정한다.

## 해설
구체적인 것은 공직선거법의 규정에 위임하고 있다.